# Gert Oostindie
Gert Oostindie (Ridderkerk, 4 juli 1955) is een Nederlands historicus, gespecialiseerd in Nederlandse (post)koloniale en Caraïbische geschiedenis. Hij was hoogleraar in Leiden en directeur van het KITLV instituut van de KNAW.
Oostindie studeerde geschiedenis en sociale wetenschappen en specialiseerde zich in Latijns-Amerikaanse geschiedenis aan de Vrije Universiteit van Amsterdam. Hij studeerde daar cum laude af in 1982 en promoveerde cum laude aan de Universiteit Utrecht in 1989 met een proefschrift over slavernij en de plantage-economie in Suriname. Hij werd hoofd van de afdeling Caraïbische Studies van het KITLV in 1983. Dit bleef hij totdat hij in 2000 directeur van het instituut werd, tot zijn pensionering eind 2021. Van 1993 tot 2006 werkte hij als hoogleraar Antropologie van de Caraïben aan de Universiteit Utrecht. Van 2006 tot 2015 was hij hoogleraar Caraïbische Geschiedenis en van 2016 tot zijn emeritaat hoogleraar Koloniale en Postkoloniale Geschiedenis aan de Universiteit Leiden. Voor het academische jaar 2022-2023 werd hij benoemd tot Cleveringa-hoogleraar aan de Leidse universiteit.
Oostindie’s voornaamste onderzoeksgebieden zijn de Caraïbische en Nederlandse koloniale geschiedenis en postkoloniale geschiedenis. Hij publiceerde en redigeerde ruim 40 boeken en honderden artikelen over slavernij; de geschiedenis en dekolonisatie van de Nederlandse Caraïben; over geschiedenis, etniciteit en migratie in het Caraïbisch gebied en in Latijns-Amerika in het algemeen. Verder over de betekenis van de migratie uit Indonesië en de Caraïben en het 'thuiskomen' van de koloniale geschiedenis voor de Nederlandse nationale identiteit en over de Indonesische Onafhankelijkheidsoorlog en de rol van het Nederlandse leger, in het bijzonder inzake oorlogsmisdaden. Eind december 2022 accepteerde hij van koning Willem-Alexander de opdracht om een onderzoek te leiden naar het koloniale verleden van de koninklijke familie; dit onderzoek moet in 2026 worden voltooid.